# エイヴィン・カン

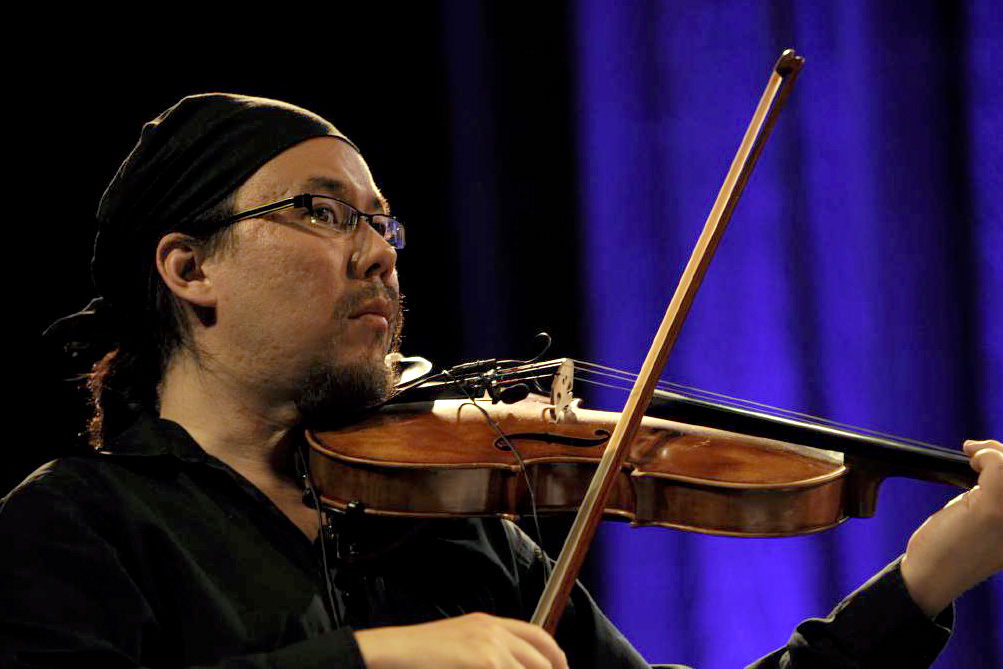
エイヴィン・カン（2010年）

エイヴィン・カン（Eyvind Kang、1971年6月23日 - 、アメリカ・オレゴン州コーバリス生まれ）は、作曲家にしてヴァイオリスト。彼はカナダとアメリカで育ち、それ以来、イタリアからアイスランドに至るまでさまざまな国々で生活しながら音楽活動を行ってきた。

## 略歴
カンのソロ作品で繰り返されるテーマは「NADE」であるが、彼はその意味を明らかにしていない。それが使用されたタイトルには、「Theme from the first NADE」「5th NADE/Invisible Man」「Theme from the sixth NADE」（この3曲はすべて1996年のアルバム『7 NADEs』収録）、「Jewelofthe NADE」「Mystic NADE」（どちらも1998年のアルバム『Theater of Mineral NADEs』収録）、「Harbour of the NADE」（2003年のアルバム『Virginal Co Ordinates』収録）などが存在する。彼の好みの楽器はヴィオラである。
2014年、カンはドラマーのルディ・ロイストンを含むビル・フリゼールのトリオ「ビューティフル・ドリーマーズ」との公演を行うべく、ノルウェー西部で開催された「Vossajazz」のオープニング・コンサートに登場した。その中で、ノルウェーのトランペット奏者アルヴェ・ヘンリクセンが1曲に参加した。

## ディスコグラフィ

### リーダー・アルバム
- Sweetness of Sickness (1996年、RGI Industries)
- 7 NADEs (1996年、Tzadik)
- Theater of Mineral NADEs (1998年、Tzadik)
- The Story of Iceland (2000年、Tzadik)
- Live Low To The Earth, In The Iron Age (2002年、Abduction)
- Virginal Co Ordinates (2003年、Ipecac)
- Athlantis (2007年、Ipecac)
- The Yelm Sessions (2007年、Tzadik)
- Visible Breath (2011年、Ideologic Organ)
- The Narrow Garden (2012年、Ipecac)
- Grass (2012年、Tzadik)
- Chirality (2019年、I dischi di angelica)[6]
- Ajaeng Ajaeng (2020年)

### 参加アルバム
ジョー・マクフィー
- Common Threads (1996年、Deep Listening)

ビル・フリゼール
- 『カルテット』 - Quartet (1996年、Nonesuch)
- 『アンスピーカブル』 - Unspeakable (2004年、Nonesuch)
- Richter 858 (2005年、Songlines)
- 『フローラトーン』 - Floratone (2007年、Blue Note) with Floratone
- History, Mystery (2008年、Nonesuch)
- 『ビューティフル・ドリーマーズ』 - Beautiful Dreamers (2010年、Savoy)
- Sign of Life: Music for 858 Quartet (2010年、Savoy Jazz)
- Floratone II (2012年、Savoy Jazz) with Floratone
- 『ビッグ・サー』 - Big Sur (2013年、OKeh)
- 『星に願いを』 - When You Wish Upon a Star (2016年、Okeh)

ウェイン・ホーヴィッツ
- 『4+1アンサンブル』 - 4+1 Ensemble (1998年、Intuition)
- 『フロム・ア・ウィンドウ』 - From a Window (2001年、Avant)

ダイイング・グラウンド
- 『ダイイング・グラウンド』 - Dying Ground - Live at the Knitting Factory (1998年、Avant)

シークレット・チーフス・3
- Second Grand Constitution and Bylaws: Hurqalya (1998年、Amarillo)
- Eyes of Flesh, Eyes of Flame (1999年、Mimicry)
- Book M (2001年、Mimicry)
- Book of Horizons (2004年、Mimicry)

ディラン・ヴァン・ダー・シフ & フランソワ・ハウル
- Pieces of Time (1999年、Line 4/Spool)

ミスター・バングル
- 『カリフォルニア』 - California (1999年、Warner Bros.)

マイケル・ビシオ
- MBEK (2000年、Meniscus)

Amir Koushkani
- In the Path of Love (2001年、Golbarg)

Skúli Sverrisson & Hilmar Jensson
- Napoli 23 (2002年、Smekkleysa)

タッカー・マーティン
- Orchestra Dim Bridges (2004年、Conduit)

ビリー・マーティン & ソケット
- January 14 & 15, 2005 (2005年、Amulet)

ジェシカ・ケニー
- Aestuarium (2005年、Endless)
- The Face of the Earth (2012年、Ideologic Organ)
- At Temple Gate (2014年、Weyrd Son Records) ※with Hyeonhee Park[7]

ジョン・ゾーン
- Alastor: Book of Angels Volume 21 (2014年、Tzadik)

その他
- ストリング・アレンジメンツ・フォー・ブロンド・レッドヘッド : Misery Is a Butterfly (2004年)
- アニマル・コレクティヴ : 『フィールズ』 - Feels (2005年)
- Alvarius B : Blood Operatives of the Barium Sunset (2005年)
- ディセンバリスツ : The Crane Wife (2006年)
- Sunn O))) & Boris : 『アルター』 - Altar (2006年) ※「The Sinking Belle (Black Sheep)」「The Sinking Belle (White Sheep)」に参加
- Thilges : La Double Absence (2007年)
- Sunn O))) : 『モノリス・アンド・ディメンションズ』 - Monoliths & Dimensions (2009年)
- シックス・オルガンズ・オブ・アドミッタンス : Luminous Night(2009年)
- ラヒーム・アルハジ : Fly Away (2010年)
- Alvarius B : Baroque Primitiva (2011年)
- アンサンブル・パール : 『アンサンブル・パール』 - Ensemble Pearl (2013年)
- The Invisible Hands : Teslam (2014年)